# Johan Van Durme
Johan Van Durme (22 september 1960) is een Belgische politicus voor CD&V. Hij is voormalig burgemeester van Oosterzele.

## Biografie
Van Durme volgde in de middelbare school Wetenschappelijke A. Daarna studeerde hij aan de Universiteit van Gent Landbouwwetenschappen. Hij volgde ook een aggregaat hoger secundair onderwijs. Na zijn studies werkte hij als productieleider bij verschillende bedrijven. Daarna werd hij leraar in Gent en nog later leraar chemie en fysica in het Heilig-Hartcollege in Waregem. Hij werkt ook als gerechtsdeskundige. Van Durme woont in deelgemeente Gijzenzele.
Na zijn studies werd hij actief in de gemeentepolitiek in Oosterzele. In 1983 werd hij er gemeenteraadslid en vanaf 1989 werd hij er schepen. Ook na de verkiezingen van 1994 was hij een legislatuur schepen. In 2001 werd hij burgemeester van Oosterzele. Hij bleef burgemeester na de verkiezingen van 2006, 2012 en 2018. Bij de gemeenteraadsverkiezingen van oktober 2024 kwam Van Durme niet meer op.
Na de verkiezingen van 2018 veroordeelde de Raad voor Vergunningsbetwistingen hem tot een boete van 6000 euro wegens het niet aangeven van verkiezingsuitgaven.